# Joy Meachum
Joy Meachum é uma personagem fictícia que aparece nas revistas em quadrinhos americanas publicadas pela Marvel Comics. A personagem é retratada nos quadrinhos como a filha de Harold Meachum e a sobrinha de Ward Meachum.
Na série de televisão Punho de Ferro situada no Universo Cinematográfico Marvel, Joy é filha de Harold e irmã de Ward e é interpretada por Jessica Stroup.

## Biografia ficcional da personagem
Uma mulher de negócios brilhante, Joy Meachum é filha de Harold Meachum. Ela achou o Punho de Ferro culpado pela morte de seu pai, e então ela tentou matá-lo. Ela até chegou a contratar o Serpente de Aço para ajudá-la a se vingar. Um chefe do crime conhecido simplesmente como chefe Morgan levou Joy refém porque Rand Meachum Inc. estava arruinando seus negócios. Punho de Ferro a resgatou, mas em um último esforço por vingança Joy pediu a Morgan que o matasse. Quando Morgan recusou porque ele não queria estar por perto quando as ambulâncias chegarem, ela mesmo tentou matar Punho de Ferro. O herói, mantendo sua inocência no assassinato do pai de Joy, disse a  ela para ir em frente e matá-lo. Joy não consegue e os dois decidem acabar com sua rivalidade. Desde então Joy ajudou Punho de Ferro e seus aliados em suas inúmeras aventuras.

## Em outras mídias

Jessica Stroup como Joy Meachum na série Punho de Ferro.

Jessica Stroup interpreta Joy Meachum na série de televisão Punho de Ferro, enquanto a atriz Aimee Laurence interpreta Joy quando criança. Enquanto Joy sendo a filha de Harold Meachum ainda está intacto, Ward Meachum é retratado como seu irmão em vez de seu tio. Stroup disse que Joy "ama absolutamente" Rand, e seu retorno a Nova York é "como este renascimento do que ela era uma vez, e ela começa a fazer essas perguntas sobre si mesma, porque ele está posando para ela." No início, ela estava duvidosa de Danny Rand estar vivo até uma série de eventos confirmar isso. Joy também mostra preocupação com Ward quando ele de repente fica viciado na heroína de Madame Gao. Mais tarde, no episódio "The Mistress of All Agonies", Joy se reúne com seu pai. No episódio "Lead Horse Back to Stable", Joy ajuda Harold a congelar as contas da Rand Enterprises que estão sendo usadas pelo membro do Tentáculo, Bakuto. No episódio "Bar the Big Boss", Joy está presente com Harold quando Ward aparece querendo levar Joy com ele depois que Bakuto a tirou do hospital. Antes que Ward possa sair com Joy, Bakuto e seus homens aparecem voltando ao acordo de Ward para que ele possa impedir Harold de congelar as contas da Rand Enterprises. Quando Danny Rand aparece para render-se a Bakuto, Joy acaba sendo baleada por Bakuto e teve que ser levada ao hospital por Ward e Harold. No episódio "Dragon Plays with Fire", Joy está se recuperando no hospital quando Ward mostra a ela o que seu pai fez mostrando-lhe um artigo de jornal afirmando que Danny Rand é procurado por contrabando de heroína. Ao deixar o hospital, Joy confronta Harold sobre isso enquanto usa um encobrimento. Joy deixa Rand Enterprises enquanto Danny, Colleen Wing e Ward lutam com Harold. Após a morte e cremação de Harold e Danny Rand tornando-se um parceiro de negócios de Ward, Joy é visitada por Davos em um restaurante que afirma que Danny deve morrer enquanto a conversa é ouvida por Madame Gao.